# إرنشت شرودر
ارنشت شرودر(بالألمانية: Ernst Schröder)‏ هو عالم رياضيات، ألماني.